# Esa Pekonen
Esa Pekonen, född 4 november 1961 i Lahtis, är en finländsk fotbollstränare och före detta spelare. Han spelade större delen av sin karriär i hemstadens FC Kuusysi och gjorde 60 landskamper för Finlands landslag.

## Meriter

### Som spelare
FC Kuusysi
- Tipsligan: 1982, 1984, 1986
- Finlands cup: 1983

MyPa
- Finlands cup: 1992

### Som tränare
KuPS
- Ettan: 2000